# Sugar Motta
Sugar Motta est une jeune fille personnage de la série Glee qui rejoint le lycée McKinley dans la saison 3. Elle chante très mal et est décrite comme étant « née avec une petite cuillère en argent dans la bouche ». Sugar est actuellement en couple avec Rory Flanagan. Elle est interprétée par Vanessa Lengies.

## Biographie fictive
Sugar est nouvellement arrivée à McKinley. Elle va tenter sa chance au Glee Club. Elle s'est elle-même diagnostiqué le syndrome d'Asperger, qui lui permet de dire plus ou moins ce qu'elle veut. Elle est persuadée d'être la meilleure et la chanteuse la plus talentueuse du lycée, ce qui n'est en réalité absolument pas le cas.

### Relations amoureuses

#### AvecArtie Abrams(Sugartie)
Dans l'épisode Veux-tu m'épouser ?, on peut remarquer qu'Artie a un faible pour Sugar. Il lui propose de faire un duo ensemble, mais Sugar refuse de s'allier avec Artie, à cause de son syndrome d'Asperger.
Plus tard, dans Joyeuse Saint-Valentin, ayant toujours le béguin pour Sugar, Artie veut qu'elle soit sa Valentine pour la soirée de la St-Valentin au BreadstiX. Cependant, il apprend que Rory la convoite également. Il va donc commencer par lui offrir de petites attentions (des chocolats), puis cela des grandes (un gros chien en peluche dans son panier) tout comme Rory. Il lui chante ensuite Let Me Love You. Elle va littéralement fondre pour lui et s'assoie sur son fauteuil lors de la fin de sa prestation pour quitter avec lui la salle de chant. Mais cela ne va pas durer, puisqu'elle choisit Rory quand celui-ci leur apprend qu'il ne peut pas rester l'année prochaine.

#### Avec Rory Flanagan (Sugary,SugoryouFlamotta)
Tout comme Artie, Rory craque pour Sugar dans l'épisode Joyeuse Saint-Valentin. Ils rentrent alors en compétition en leur offrant tour à tour des cadeaux. Alors que Artie semble prendre l'avantage, Rory déclare qu'il ne pourra pas rester un an de plus et chante Home de Michael Bublé. Sugar est émue et l'invite à la soirée au BreadstiX. Ils sortent désormais ensemble.
Ils fêtent ensemble la victoire des Nationales 2012.

## Saison 3
Dans le premier épisode, Opération : Piano violet, elle assiste à la performance des New Directions sur We Got The Beat et vient donc passer les auditions du Glee Club. Elle leur dit qu'ils sont tous nuls, qu'elle est bien meilleure chanteuse qu'eux et qu'elle veut devenir une "star". Elle chante Big Spender de la comédie musicale Sweet Charity, mais son interprétation est horrible : elle ne sait pas chanter. Alors que Will Schuester ne veut pas lui faire de mal, Rachel Berry fait savoir qu'avoir Sugar dans la chorale leur enlève tout espoir de gagner les Nationales cette année. À la fin de l'épisode, Will va voir Sugar pour lui annoncer qu'elle n'est pas acceptée dans la chorale. Vexée, elle s'en va.
Dans Je suis une licorne, elle persuade son père, Al Motta, de faire une donation au lycée pour que le principal Figgins ouvre un second Glee Club avec pour directrice Shelby Corcoran, qui serait "la meilleure directrice de Glee Club que l'argent permet d'obtenir". Alors qu'elle pratique avec Shelby, Sugar lui annonce qu'elle est une très mauvaise chanteuse et que sa voix est nasillarde et qu'elle, Sugar, est la seule qui sache chanter dans cette salle. Après l'avoir insulté, elle quitte la salle de répétition.
Un peu plus tard, Sugar est heureuse de voir Mercedes Jones, Brittany Pierce et Santana Lopez rejoindre sa chorale. Santana lui dit qu'elle ne chantera qu'à un volume très faible et qu'elle servira surtout à danser en fond de scène. Comme prévu par Santana, elle est mise à l'arrière-plan à partir de là, on peut d'ailleurs noter qu'elle prend conscience de sa médiocrité au fur et à mesure du temps.
À la fin de l'épisode La Jeunesse est un Art, après la défaite des Troubletones, accompagnée de Mercedes, Santana & Brittany, elle rejoint les New Directions pendant We Are Young. C'est Artie Abrams qui vient la chercher et la fait monter sur son fauteuil roulant.
Plus tard, dans Veux-tu m'épouser ?, on apprend qu'Artie a le béguin pour elle, il lui propose de chanter avec elle pour une première approche mais elle décline la proposition en lui annonçant qu'ils ne sont pas faits pour être ensemble à cause de son syndrome d'Asperger.
Dans Cœur, quand Will annonce aux membres du Glee Club qui leur faut encore 250 dollars pour les costumes et la laque qu'ils utiliseront pour les Régionales, Sugar insiste pour payer ce qui manque, sa richesse fait d'elle une personne qui ne compte pas l'argent, elle est donc une personne généreuse. Elle annonce ensuite que comme la Saint Valentin est sa fête préférée, elle organise une fête au BreadstiX. Elle invite donc tout le Glee Club à condition que tout le monde soit accompagné car les célibataires la dépriment. Mercedes fait remarquer qu'elle est elle-même célibataire et Sugar répond que ça ne va pas durer. Durant l'épisode, on apprend que Rory Flanagan, autant qu'Artie, a des vues sur elle et une sorte de compétition commence entre les deux prétendants; elle choisit finalement d'y aller avec Rory.
Elle revient dans Choke. Elle rigole avec les autres filles sur la blague sur les femmes battues de Santana concernant l’œil au beurre noir de la coach Beiste. La coach de natation synchronisée Roz Washington n'étant pas loin, elle relève leurs noms. Plus tard, les coachs Beiste, Washington et Sue Sylvester annoncent aux filles qu'elles vont devoir faire un numéro de chant pour montrer que les femmes peuvent s'en sortir. Elle participe alors à la chanson Cell Block Tango qui se solde par un échec avant de participer à Shake It Out qui remporte un plus grand succès.
Dans Props, on peut la voir coudre les robes pour les Nationales et se plaindre d'être en arrière-plan. Tina lui explique qu'il ne s'agit pas forcément d'être au premier plan pour briller mais qu'elle peut aussi être une excellente camarade et que cela suffira.

## Performances

### En solo

#### Saison 3
- Big Spender (Opération : Piano violet)

### En groupe

#### Saison 3
- We Are Young (La jeunesse et un art - avec les New Directions)
- Summer Nights (Veux-tu m'épouser ? - avec les New Directions)
- Cell Block Tango (Choke - avec Mercedes Jones, Tina Cohen-Chang, Santana Lopez et Brittany Pierce)

## Anecdotes
- Elle dit s'être elle-même diagnostiquée le syndrome d'Asperger (syndrome affectant la vie sociale) (Opération : Piano violet).
- Elle ne sait pas chanter, bien qu'elle pense le contraire.
- Son père est riche.
- Elle regarde la série Mon étrange addiction (Je suis une licorne).
- Elle est persuadée de chanter exactement comme Adele (Même pas mal).
- Sa fête préférée est la Saint-Valentin (Cœur).
- Elle attend avec impatience de voir Sex And the City 3 (Sur mon chemin).